# بيير دوبريويل
بيير دوبريويل (بالفرنسية: Pierre Dubreuil)‏ هو مصور فرنسي، ولد في 5 مارس 1872 في مدينة ليل في فرنسا، وتوفي في 9 يناير 1944 في غرونوبل في فرنسا.